# Lökaön
Lökaön är en ö cirka en distansminut öster om Möja i Stockholms skärgård. Namnet kommer sig av att ön tillhörde Löka byalag på Möja som använde den för sommarbete. Ön ingår i Storö-Bockö-Lökaö naturreservat.

## Naturhamnar på Lökaön
Lökaön har många naturhamnar varav den mest kända är Kåksna som tillsammans med vikarna vid Älgkilen på Storö-Bockö bildar en sammanhängande hamn. På norra sidan bildar Tistronskären en skyddande barriär med en lagun innanför. Österviken på Lökaöns östra sida är skogig och erbjuder skydd mot alla vindar utom östliga.